# Klopina
Klopina (in tedesco Kloppe) è un comune della Repubblica Ceca facente parte del distretto di Šumperk, nella regione di Olomouc.